# FC Teutonia Ottensen
El Fußball-Club Teutonia Ottensen von 1905 es un equipo de fútbol de Alemania que juega en la Oberliga Hamburg, una de las ligas regionales que conforman la quinta división de fútbol del país.

## Historia
Fue fundado en julio de 1905 en la ciudad de Hamburgo por 10 miembros procedentes del FC Harmonia Hamburg, equipo que existió poco tiempo y que fue uno de los equipos fundadores de la Asociación Alemana de Fútbol en 1900.
Se unieron a la Federación del Norte de Alemania un año después donde fueron campeones regionales en tres ocasiones, pero corrió con el mismo destino que varios equipos alemanes durante la Primera Guerra Mundial y desaparece, retornando poco tiempo después a las divisiones regionales. 
De 1921 a 1924 jugaron en la Kreisliga Groß-Hamburg y de 1926 a 1928 para bajar a las divisiones locales nuevamente. Durante la Segunda Guerra Mundial el club se fusiona con el Sportverein Ottensen 07 hasta que la ocupación de los aliados provocaran la desaparición en 1945.
Tras finalizar la guerra el club renace y juega en la Verbandsliga Hamburg, Elbestaffel (II), la cual pasa a llamarse Amateurliga Hamburg y participa en ella hasta que desciende en la temporada 1951/52. Posteriormente pasaron varias décadas hasta que el club asciende a la Landesliga Hamburg-Hansa (V) en los años 1990.
En 2017 logra el ascenso por primera vez a la Oberliga Hamburg, liga en la que jugó por dos temporadas hasta terminar en tercer lugar en la temporada 2019/20, lo que le da la oportunidad de abandonar el fútbol aficionado por primera vez al lograr el ascenso a la Regionalliga Nord.
En las temporadas 2021/22 y 2022/23 logró conseguir la Copa de Hamburgo que le da derecho a disputar la Copa de Alemania

## Palmarés
- Liga del Norte de Alemania: 3

1912, 1914, 1915
- Copa de Altona: 1

1951
- Copa de Hamburgo: 2

2022, 2023

## Jugadores

### Jugadores destacados
- Eric Maxim Choupo-Moting
- Bert Ehm
- Deran Toksöz
- Francky Sembolo